# Peter Sendel
Peter Sendel (Ilmenau, 6 de marzo de 1972) es un deportista alemán que compitió en biatlón.
Participó en dos Juegos Olímpicos de Invierno, obteniendo en total dos medallas: oro en Nagano 1998 y plata en Salt Lake City 2002, ambas en la prueba de relevos. Ganó seis medallas en el Campeonato Mundial de Biatlón entre los años 1994 y 2003.

## Palmarés internacional
| Juegos Olímpicos   | Juegos Olímpicos                | Juegos Olímpicos  | Juegos Olímpicos |
| Año                | Lugar                           | Medalla           | Prueba           |
| ------------------ | ------------------------------- | ----------------- | ---------------- |
| 1998               | Nagano (Japón)                  | Medalla de oro    | Relevos          |
| 2002               | Salt Lake City (Estados Unidos) | Medalla de plata  | Relevos          |
| Campeonato Mundial |                                 |                   |                  |
| Año                | Lugar                           | Medalla           | Prueba           |
| 1994               | Canmore (Canadá)                | Medalla de bronce | Equipo           |
| 1996               | Ruhpolding (Alemania)           | Medalla de plata  | Relevos          |
| 1997               | Osrblie (Eslovaquia)            | Medalla de oro    | Relevos          |
| 1997               | Osrblie (Eslovaquia)            | Medalla de plata  | Equipo           |
| 2000               | Oslo (Noruega)                  | Medalla de bronce | Relevos          |
| 2003               | Janty-Mansisk (Rusia)           | Medalla de oro    | Relevos          |